# 甘露陀罗尼
《甘露陀羅尼》，梵文阿彌哩哆（amrita），是佛教中的根本咒。
《甘露陀羅尼咒》與唐不空譯《無量壽如來觀行供養儀軌》中的《無量壽如來根本陀羅尼》大致相同。梵文阿彌哩哆（amrita）之義為甘露。以此咒中有十處出現阿彌哩哆句，因此亦簡稱「十甘露咒」。

## 譯本
此咒在漢文藏經中有三種譯本。
- 《甘露陀羅尼咒》，唐于闐三藏實叉難陀於證聖元年至長安四年中（695～704）在佛授記寺譯。
- 《無量功德陀羅尼經》，宋法賢於咸平四年（1001）譯。
- 《阿彌陀佛說咒》，翻譯時代不詳，此譯只有咒語而無經文。